# Halani
Halani (en ourdou : ہالانی ; en sindhi : هالاڻي) est une ville pakistanaise située dans le district de Naushahro Feroze, dans le centre de la province du Sind. C'est la neuvième plus grande ville du district. Elle est située à près de 10 kilomètres à l'est de la ville de Kandiaro.
La ville est considérée comme une zone urbaine pour la première fois en 2017 par les autorités de recensement, et la population s'établit alors à 23 380. Selon le recensement de 2023, la population de la ville monte à 25 317 habitants.